# 仮面舞踏会 (絵本)
『仮面舞踏会』(かめんぶとうかい、Masquerade)は、挿絵・本文共にキット・ウィリアムズによる、イギリスの絵本である。本書にはウィリアムズが制作してイギリスのどこかに隠した、宝石で飾られた金のウサギの首飾りのありかの手掛かりが隠されており、全世界的な宝探しのブームを引き起こした。同書は今日ではアームチェア・トレジャー・ハンツとして知られている書籍ジャンルの先駆けとなった。

## 内容
イギリスの出版社ジョナサン・ケープ社のトム・マシュラーによる「未だかつて誰も手掛けた事のない」児童書を出版するという試みの下、ウィリアムズは1970年代に、読者が斜め読みして投げ捨てるのではなく、注意深く内容を吟味するような絵本の執筆に着手した。貴重な宝物を探し出すという本書の目的が、この目標を果たすためのウィリアムズの手段となった。『仮面舞踏会』では15枚の精巧かつ緻密な挿絵により、月（女性として描かれる）が彼女の愛する太陽（男性）に宛てた宝物を送り届けようとする、野うさぎのジャック(Jack Hare)の物語が語られる。太陽のもとに到着したジャックは宝物を失くしてしまった事に気付き、その捜索は読者の手に委ねられる。
ウィリアムズは本書の執筆に伴い、鎖で繋ぎ合わされた約14センチのペンダント型の、18カラット（75%）の金と宝石製のウサギを制作した。ウィリアムズは土壌から賞品を保護し、金属探知機により宝のありかを探し出そうとするいかなる試みも挫くため、この細工物をウサギ型の陶製の宝箱に収めた。この宝箱には「I am the Keeper of the Jewel of MASQUERADE, which lies waiting safe inside me for You or Eternity（我は『仮面舞踏会』の宝物の守護者なり、汝の訪れを待ちて宝はつつがなく我が内にて永久に眠らん）」との銘が記された。
1979年の8月7日、ウィリアムズは証人であるバンバー・ガスコインの立会いの下に、この宝箱をイギリス諸島の秘密の場所に埋めた。ウィリアムズは宝の正確な位置を「数インチ単位で」解読するのに必要なすべての手掛かりが、彼の近刊書に含まれていると発表した。この時点においてウィリアムズが提示した唯一の手掛かりは、宝箱が容易に到着できる公共の土地に埋められているという事のみであった。
イギリスの読者と異なり、若干の交通費だけで確認を行えない海外の読者に対して幾分かの公平を期するために、ウィリアムズは手紙により送られてきた最初の正確な解答も認める旨も発表した。
キット・ウィリアムズはこう述べている。
「『仮面舞踏会』の16枚の挿絵のために2年を費やすことになった時、私はそこに何らかの意味を見出したいと思いました。子供の頃に私は、つまらなく見つける価値のない『宝探し』パズルに、どれだけ出くわしたかを思い出しました。そこで、私は黄金で出来た本物の宝物を作り、それを地面に埋め、そのありかへと人々を導く本物のパズルを描こうと決めたのです。その鍵は、ベドフォード近くのアンプトヒルで、キャサリン・オブ・アラゴン記念碑の十字架が日時計のように落す影でした。」
また、イタリアに埋められた宝物と共に、本書のイタリア語版も出版された（ガスコイン、ch.10参照）。

## 宝探し
本書は全世界で数十万冊が出版され、その多くはイギリスで売られたが、それ以外にオーストラリア、南アフリカ、西ドイツ、日本、フランス、アメリカ合衆国でも出版された。日本では角川書店から1981年に翻訳刊行された（坂根巌夫訳）。探索者達は頻繁に公共や私有の土地を勘に頼って掘り起こした。イギリスの「Haresfield Beacon」と記された土地が探索者達に人気のある場所であり、ウィリアムズは“hare”という単語が隠し場所のヒントではない事を説明しなければならなかった。ダービーシャーのサドベリーホール、テュークスベリー、グロースターシャー等の、挿絵に使われた実際の土地が探索者達により捜索された。
1982年3月、キット・ウィリアムズは、ケン・トーマスなる人物が宝を探し当てたと発表した。しかしながら、トーマスの発見は著者の意図した方法によるものではなかった。トーマスは、ある日ドライブの途中にキャサリン記念碑を発見し、絵本の最初に書かれている文句「One of Six to Eight（八への六の一つ）」を思い出した彼は、ヘンリー八世の6人の妃の一人キャサリンが宝の隠し場所と関連があるのではないかと考え、そこから偶然にウサギの隠し場所を発見したのであると主張した。
ウィリアムズから金のウサギを埋める際の証人と、宝探しコンテストの一部始終の記録を依頼されていたバンバー・ガスコインは、この宝探しの記録を彼の著書『Quest for the Golden Hare』にまとめた。ガスコインは彼の体験を以下のように総括している。
「『仮面舞踏会』に寄せられた数万通の手紙は、人間の精神はパターン照合と自己欺瞞のための共通する能力を持っている事を私に確信させた。何人かのパズル中毒者たちがなぞなぞの解明に取り組んでいる一方で、別の者たちはウサギが既に発見されたというニュースにもかかわらず、一心不乱に彼ら自身のウサギ探しをまだ続けていた。彼ら自身の理論はいかなる外部の証拠による論駁も許さぬ程に、有無を言わせぬ物となっているようだった。これらの最も頑固なマスカレーダーたちは、何らかのウサギがアンプトヒルで掘り出された事は渋々ながら認めはしたが、別のウサギ、あるいはもっと良い解答が、彼らの望む場所で彼らを待ち続けていることを信じていた。キットはアンプトヒルで公にされた取り敢えずの解答で彼らがやる気を失うことなく、いつか彼らを『仮面舞踏会』の真のパズルの真の解答者として祝福する日が来るのを期待しているであろう、と。1982年の夏の間中、シャベルと地図を携えた能天気な探索がまだ行われ続けていた。」

## スキャンダル
1988年12月11日に、サンデータイムズ紙は、『仮面舞踏会』コンテストの優勝は詐欺によるものであると暴露した。優勝者の「ケン・トーマス」とは、デュガルド・トンプソンの仮名である事が明らかにされた。トンプソンのビジネスパートナーのジョン・ガードは、ウィリアムズの元同棲相手であるヴェロニカ・ロバートソンの恋人であった。ガードはロバートソンを公に説得し、二人は共に動物愛護運動家であった事から、ガードは賞品から得たあらゆる利益を動物愛護団体に寄付すると約束した。
ウィリアムズと同棲している間に、ロバートソンは本書の主な謎の正確な解答は知らなかったものの、ウサギの埋められた大まかな物理的な位置を知ることとなった。ウサギがアンプトヒルにある事にロバートソンが気付いた後に、ガードと二人の仲間は金属探知機を使用してウサギを探し始めたが、ウィリアムズがその手段による発見を防ぐ意図でメダルを陶器の小箱に収めていたため、この方法は失敗した。しばらく探し続けた末に、ガードらはその場所の粗雑なスケッチを描き起こし、トンプソンが「トーマス」の偽名でウィリアムズに郵送した。ウィリアムズは、そのスケッチが彼に郵送された最初の正確な解答であると認めた。ウィリアムズは直ちにトンプソンに電話を掛け、ウサギを掘り出すようにと指示した。
ウィリアムズはすぐにトンプソンが自分の意図した方法でパズルを解読していない事に気付いたものの、当時は当て推量が幸運にも的を射ていたのだとしか思わなかった。トンプソンがウサギを掘り出し、正式に賞品を授与された直後（実際に直後に）に、ウィリアム・ヒュームズ・グラマースクールのマイク・バーカーとロッサル・スクールのジョン・ルッソーの二人の物理教師が、正確な解答に辿り着いた。
トンプソンは「Haresoft」と命名されたソフトウェア会社を起こし、コンピューターゲームの形を取った新しいコンテストの賞品としてウサギのメダルを提供した。この会社とコンテストとは共に失敗し、優勝者はまったく出なかった。1988年12月にウサギはサザビーズで競売に掛けられ、3万1900ポンドで匿名の買い手に競り落とされた。キット・ウィリアムズ自身もその競売に参加したが、6000ポンドで脱落した。現在のウサギのメダルの行方は、それがアンプトヒルの土の下に埋められていた時と同じように謎のままである。
ウィリアムズはこのスキャンダルの暴露に衝撃を受け、以下のように述べている。
「これは『仮面舞踏会』の汚点であり、私はこの出来事に衝撃を受けました。私はウサギを本当に探していた大勢の人々への、深い責任を感じています。知らないこととはいえ、これは私の家の食器棚に隠されていた白骨であり、それが公にされたことで私は安心しました。」

## 解答
『仮面舞踏会』のパズルの解法は綿密にして単純であった。各々の挿絵で、各動物の目から手の中指と足の親指に向けて、周囲の枠内の文字に線を引く。アナグラムを自力で解き明かすか、本書に登場する全ての生物が操り人形となって左から右に吊るされているアイザック・ニュートンの挿絵にあるヒントに従って線上にある文字を並べ替えると、一つの単語が構成される。
すべての文字を見出し、すべての単語を組み合わせると、19語のメッセージが現れる。
CATHERINE’S LONG FINGER OVER SHADOWS EARTH BURIED YELLOW AMULET MIDDAY POINTS THE HOUR IN LIGHT OF EQUINOX LOOK YOU（春分の光が正午、黄色い首飾りの埋まる土の上にキャサリンの中指の影を落す）
各挿絵が示す単語の頭文字を辿ると、アクロスティックの「CLOSE BY AMPTHILL（アンプトヒル近く）」が明らかになる。適切に解釈すれば、このメッセージはアンプトヒル公園にあるキャサリン・オブ・アラゴン記念十字架の近くの、十字架の先端が春分あるいは秋分の日の正午に落す影の真下を掘れと述べている。
更に多数のヒントと確証となる要素が本書には点在している。例えば、太陽と月が地球の周りを踊っている挿絵では、二人の手がしっかりと握られることで春分の日を示している。